# Constitution apostolique
Pour les articles homonymes, voir Constitutions apostoliques et Constitution (homonymie).
Une constitution apostolique (du latin constitutio apostolica) est un acte émanant du pape. Le terme constitution correspond ici à un sens large, et désigne un texte équivalent à une loi dans le domaine civil. Le qualificatif apostolique signifie simplement qu'elle est issue du siège apostolique : une constitution apostolique est une loi que le pape promulgue au titre de son autorité de gouvernement général sur l'Église.
Sont désignées ainsi les décisions les plus importantes du souverain pontife concernant la foi, les mœurs, l'administration de l'Église (par exemple, la constitution apostolique Sacræ disciplinæ leges du 25 janvier 1983 promulgue le nouveau code de droit canonique). Elles se présentent souvent sous forme de bulles[réf. nécessaire].

## Histoire
Les Constitutions apostoliques désignent spécifiquement un recueil touchant la discipline et les sacrements de l'Église chrétienne, qui se donne pour exemple l'œuvre de saint Clément. En réalité, cet ouvrage est une compilation, rédigé à la fin du IVe siècle ou vers le début du Ve siècle, en Syrie[réf. nécessaire]. Il donne d'importantes indications sur la discipline et les sacrements vers l'an 400.

## Objet
Les constitutions apostoliques peuvent théoriquement porter sur tous les sujets :
- en matière dogmatique :
  - Ineffabilis Deus (8 décembre 1854) où Pie IX proclame le dogme de l'Immaculée-Conception,
  - Munificentissimus Deus (1er novembre 1950) où Pie XII proclame le dogme de l'Assomption ;
- en matière liturgique : 
  - Divini cultus (20 décembre 1928) de Pie XI sur le chant grégorien ;
- en matière administrative : 
  - Æterni Patris Filius (en) (15 novembre 1621) de Grégoire XV sur l'organisation du conclave ;
  - Regimini Ecclesiæ universæ (it) (15 août 1967) de Paul VI sur l'organisation de la Curie romaine ;
  - Pastor Bonus (28 juin 1988) de Jean-Paul II sur l'organisation de la Curie romaine, qui remplace la précédente.
  - Praedicate evangelium (19 mars 2022) de François sur l'organisation de la Curie romaine, qui remplace la précédente.
- en matière d'enseignement : 
  - Sapientia christiana (cs) (15 avril 1979) de Jean-Paul II sur la réforme des études ecclésiastiques à la suite de Vatican II ;
  - Veritatis Gaudium (29 janvier 2018) de François sur la réorganisation de l'enseignement et de la recherche en sciences ecclésiastiques.

De 1909 à 1976, 1 681 constitutions apostoliques ont été promulguées, ce qui fait de cet acte l'un des plus usités avec l'encyclique.

## Forme
Les constitutions apostoliques sont toujours rédigées en latin et sont usuellement scellées. Elles portent en tête le nom du pape, suivi de la mention « pape » (PP.) ou « évêque » (episcopus), et éventuellement du numéro d'ordre. La deuxième ligne porte la mention « serviteur des serviteurs de Dieu » (servus servorum Dei), utilisée pour le pape depuis Grégoire Ier (590-604). La salutation varie, mais la formule « pour mémoire perpétuelle » (ad perpetuam rei memoriam) est la plus souvent retenue. Ainsi, Regimini Ecclesiæ universæ se présente comme suit :
Paulus PP. VI
Servus servorum Dei
Ad perpetuam rei memoriam
Lorsque la constitution apostolique est de nature dogmatique, elle est signée du pape, à la fin, au-dessus des signatures des cardinaux présents à la promulgation. Généralement, seules apparaissent les signatures du cardinal chancelier ou du secrétaire d'État, ainsi que celle du cardinal préfet de la congrégation concernée.
Avant 1908, la datation utilisée était celle de l'an de l'Incarnation, commençant le 25 mars et comptant les jours selon le calendrier romain. Depuis Pie X, la date est donnée de la manière ordinaire.